# بيتر لنارتسون
بيتر لنارتسون (بالسويدية: Petter Lennartsson)‏ هو لاعب كرة قدم سويدي في مركز الدفاع، ولد في 13 مارس 1988 في السويد. لعب مع نادي كالمار.

## وصلات خارجية
- بيتر لنارتسون على موقع اتحاد السويد (السويدية)
- بيتر لنارتسون على موقع قاعدة بيانات كرة القدم.إي يو (الإنجليزية)